# تفرع معدل (برمجة)

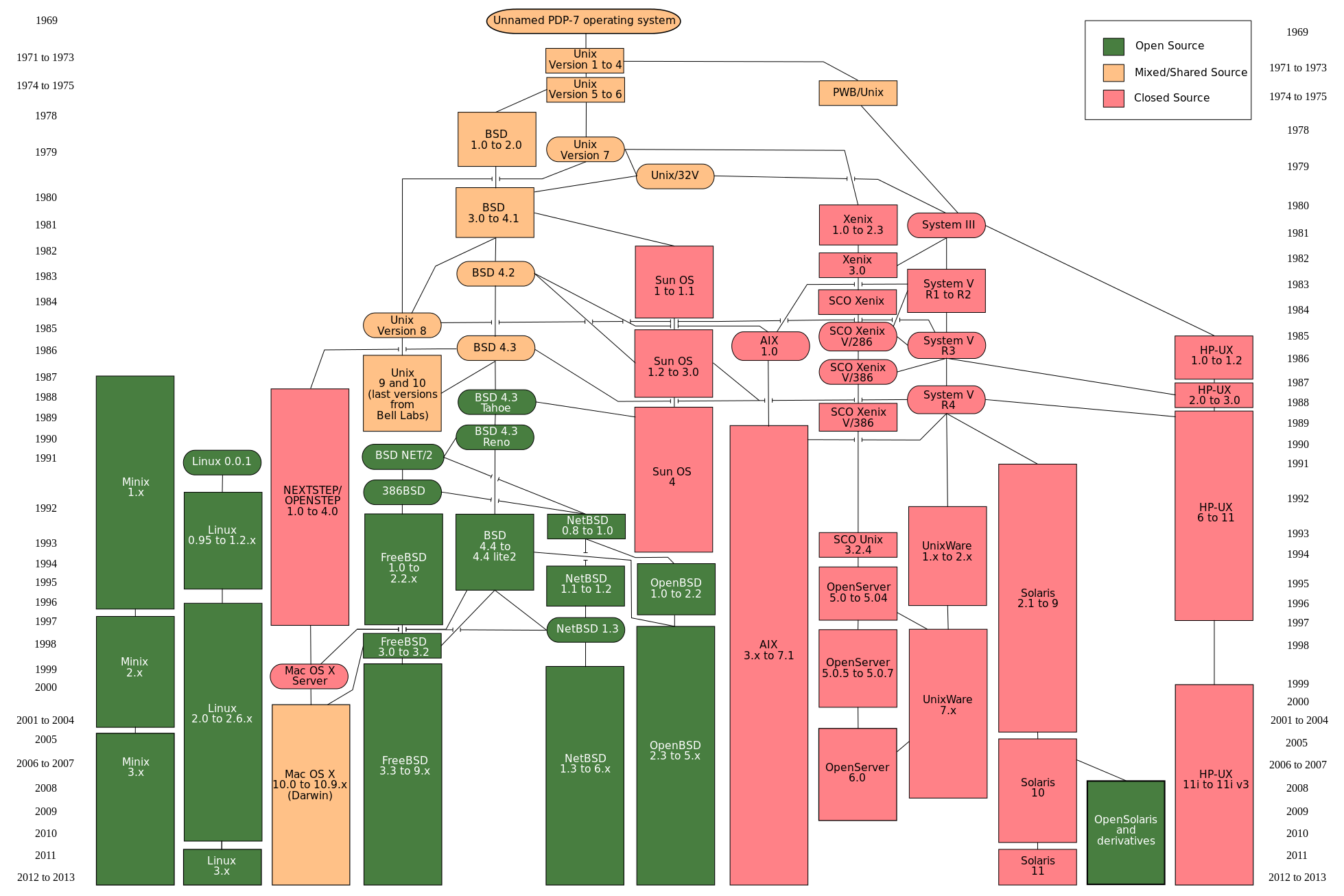

التفرع (بالإنجليزية: Fork) في هندسة البرمجيات, انشقاق أو تفرع المشروع يحدث عندما يقوم المطورون بأخذ نسخة قانونية لكود المصدر من حزمة برمجية واحدة، والبدء في تطويرها على أنها مستقلة. أحيانا يكون لشيفرة المصدر مجتمع كبير لكن هناك جزء من هذا المجتمع غير راضين عن القرارات التي اتُخِذت فيتم عمل شق للصف وانشاء مجتمع موازي بأهداف أكثر تحررا من السياسة أو أكثر تبعية لسياسة أخرى (ظاهرة أو خفية). بعض المجتمعات المنشقة تكمل الحلقة وتعيد تحسيناتها لشيفرة المصدر الأصلية ولو بعد حين وبعضها الآخر يتقصد أن لا يفعل ذلك. وبعضها تكتفي بأن تعيد جلب تحسينات المصدر بشكل دوري وتسمى rebase. مع كل إصدار جديد من شيفرة المصدر فإن هؤلاء المنشقين يكون عليهم هدم كل ما بنوه وإعادة فحص رقاعهم لرؤية ماذا حدث لها. هل لا تزال تعمل؟ هل لا تزال ذات قيمة؟ هل يمكن تطبيقها من الأساس (مثلا تعديلات على دوال لم تعد موجودة).

## تفرعات
- من أشهر الأمثلة : أوبن أوفيس الذي تديره شركة صن حيث كانت تطغى عليه قرارات سياسية معينة مثل اعتماد جافا ورفض بعض الإضافات التي كانت أفضل وأسرع مكتوبة بلغة سي وكان هناك مجتمع موازي اسمه go openoffice تقوده نوفل/سوزي ليكون منبع لمجتمع موازي يضم كل المنشقين بما فيهم ديبيان وأوبنتو وماندريفا وغيرهم.
- معظم توزيعات لينكس تنحدر من توزيعات أخرى، معظم هذه التوزيعات تنحدرمن ثلاثات توزيعات أم وهي دبيان أو سلاكوير أو ريدهات. حيث أن المحتويات الموزعة بين هذه التوزيعات هي من البرمجيات الحرة والمفتوحة المصدر، لذلك تجد الكثير من تبادل الأفكار أو عمليات تبادل البرامج بحرية كما هناك عمليات دمج (على سبيل المثال، لينكس المتحدة أو ماندريفا).
- من الأمثلة الأخرى mysql وmariadb. وغالبا ما تعتبر عملية شق الصف عملية تصحبها الكثير من الكراهية.